# Cas índex
En epidemiologia, el cas índex (col·loquialment -i sovint de forma errònia- conegut com a pacient zero) és el primer pacient diagnosticat en una epidèmia dins d'una població, o el primer pacient documentat inclòs en un estudi epidemiològic d'un brot. És el cas que crida l'atenció a científics i autoritats sanitàries i origina una sèrie d'accions i protocols necessaris per a estudiar el focus d'infecció i actuar en conseqüència.
Pot ser que el cas índex coincideixi amb el cas primari, coprimari, secundari, terciari, etc. del brot, però la definició fa referència al primer cas notificat des del punt de vista de la investigació epidemiològica. Així doncs no s'ha de confondre el cas índex amb el cas primari, que és el primer cas d'un brot (conegut com a pacient zero), en general reconegut de forma retrospectiva.
El cas índex té -fins a cert punt- un caràcter administratiu, perquè és el primer a notificar a les autoritats sanitàries i condueix aquestes a la investigació del brot. L'expressió s'empra sovint en tuberculosi i infeccions de transmissió sexual.
L'expressió "pacient zero" es va fer servir els anys 80 per a referir-se al suposat cas índex del brot del VIH als Estats Units, l'assistent de vol Gaëtan Dugas, tot i que investigacions posteriors van desmentir que fos el cas índex del brot. L'expressió es va basar en un malentès: a l'estudi de 1984 dels Centres per al Control i Prevenció de Malalties (CDC), un dels primers pacients registrats amb VIH va ser anomenat amb el codi "pacient O", que significava "pacient de fora de Califòrnia (de l'anglès outside)". Alguns lectors de l'informe van interpretar la lletra O com a número zero. La designació "Pacient Zero" (per Gaëtan Dugas) va ser posteriorment propagada pel periodista de San Francisco Chronicler, Randy Shilts i en el seu llibre de And the Band Played On (1987).
El terme cas índex s'ha ampliat erròniament a ús general per a referir-se a un individu identificat com el primer portador d'una malaltia transmissible en una població (el cas primari), o el primer incident en el decurs d'una tendència catastròfica. En alguns casos, a un pacient zero (conegut o sospitós) se'l pot catalogar informalment de cas índex amb la finalitat d'un estudi científic, com és el cas del noi de dos anys situat en un poble remot de Guinea que es va pensar que era la font del brot d'Ebola a l'Àfrica de l'oest de 2014.
En genètica, el cas índex és el cas del pacient original (propositus o proband) que estimula la investigació d'altres membres de la família per descobrir un possible factor genètic.
El terme també es pot emprar en camps no mèdics per descriure el primer individu afectat per quelcom negatiu que posteriorment es propaga a tercers, com per exemple el primer usuari d'una xarxa infectada per programari maliciós.